# Touch Sensitive (album)
Touch Sensitive is het eerste soloalbum van Bruce Foxton, voormalig bassist/zanger van de Britse rockband The Jam. Het album is geproduceerd door Steve Lillywhite en werd 12 mei 1984 uitgebracht op Arista. Foxton schreef alle nummers zelf, waarvan twee - It Makes Me Wonder en Trying To Forget You (Vocal Mix) - samen met gitarist Pete Glenister.

## Achtergrond
Het besluit van zanger/gitarist Paul Weller om The Jam in 1982 na vijf succesvolle jaren op te heffen kwam hard aan bij Foxton. Hij verloor zijn zelfvertrouwen, totdat de platenmaatschappij hem aanspoorde om songs te schrijven en de studio in te gaan met sessiemuzikanten voor de opnamen van wat uiteindelijk Touch Sensitive zou worden. Producer Steve Lillywhite gaf het album een eigentijdse sound.
Touch Sensitive werd door critici te commercieel bevonden in vergelijking met The Jam, en moest het in populariteit (#68 in de Britse albumlijst) afleggen tegen Café Bleu, het officiële debuutalbum van Wellers soul-/jazz-collectief The Style Council. Van de drie singles, Freak, This is the Way en It Makes Me Wonder, werd alleen eerstgenoemde medio 1983 een top 40-hit (#23). Later liet Foxton zich ontvallen dat Arista geld aan hem probeerde te verdienen voordat de Jam-fans hem zouden vergeten, en daarom zijn songs goedkeurde zonder op de kwaliteit te letten. Het zou uiteindelijk 28 jaar duren voordat Foxtons tweede soloalbum - Back in the Room - verscheen.
Touch Sensitive werd 20 augustus 2001 heruitgebracht door Cherry Red met drie bonusnummers; coverversies van Chicago's 25 or 6 to 4, en Get Ready van The Temptations, en de zelfgeschreven outtake Sign of the Times.

## Tracklijst

### Kant A
Alle muziek en teksten zijn geschreven door Bruce Foxton, tenzij anders vermeld. 
| Nr. | Titel                                             | Duur |
| --- | ------------------------------------------------- | ---- |
| 1.  | Freak                                             | 3:28 |
| 2.  | It Makes Me Wonder (Bruce Foxton, Pete Glenister) | 4:00 |
| 3.  | This is the Way                                   | 3:36 |
| 4.  | My Imagination (S.O.S.)                           | 4:06 |
| 5.  | What I'd Give                                     | 5:16 |

### Kant B
| Nr. | Titel                                                | Duur |
| --- | ---------------------------------------------------- | ---- |
| 6.  | Whatever the Reason                                  | 4:35 |
| 7.  | You Make Me Laugh                                    | 3:17 |
| 8.  | Are You Ready To Talk                                | 3:37 |
| 9.  | Trying To Forget You (Vocal Mix) (Foxton, Glenister) | 5:28 |
| 10. | Writing's on the Wall (Phase Mix)                    | 4:46 |

Bonustracks
| Nr. | Titel                        | Duur |
| --- | ---------------------------- | ---- |
| 11. | 25 or 6 to 4 (Robert Lamm)   | 4:43 |
| 12. | Sign of the Times            | 4:02 |
| 13. | Get Ready (William Robinson) | 3:21 |

## Personeel
Credits zoals vermeld op de hoestekst van het album.
- Bruce Foxton - leadzang, basgitaar

Overige muzikanten
- Pete Glenister - gitaren
- Andy Duncan - drums
- Adrian Lillywhite - drums
- Stan Shaw - keyboards
- Anthony Thistlethwaite - saxofoons
- Roddy Lorimer - flugelhorn, trompet
- Judd Lander - harmonica
- Roger Downham - vibrafoon
- Marek Lipski - elektrische violen